# حزب توده‌های ژاپن
حزب توده‌های ژاپن، نیهون تایشوتو (به ژاپنی: 日本大衆党, Nihon Taishūtō) یکی از احزاب وابسته به طبقه کارگر در ژاپن، ۱۹۳۲–۱۹۲۵ بود. 